# Tuzła (mierzeja)
Tuzła – mierzeja stanowiąca część Półwyspu Tamańskiego w Cieśninie Kerczeńskiej, pomiędzy Półwyspem Krymskim a Krajem Krasnodarskim w Rosji.
W 1925 roku w czasie silnego sztormu mierzeja została przerwana, w wyniku czego powstała wyspa Tuzła. W 1954 roku została ona włączona wraz z Krymem w skład Ukraińskiej Republiki Socjalistycznej, będącej częścią ZSRR, podczas gdy reszta mierzei pozostała w Rosyjskiej FSRR. W październiku 2003 roku wyspa Tuzła stała się zarzewiem konfliktu pomiędzy Ukrainą a Rosją. Rosjanie rozpoczęli budowę grobli, w celu odtworzenia dawnego kształtu mierzei i połączenia Półwyspu Tamańskiego z wyspą. Do zatrzymania prac i porozumienia w sporze doszło w grudniu 2003 roku, przy czym Rosja uznała zwierzchność Ukrainy nad wyspą.
Od lat dziewięćdziesiątych XX wieku Rosja planowała zbudować most nad Cieśniną Kerczeńską. Jedną z możliwości było wykorzystanie w tym celu mierzei Tuzły wraz wyspą Tuzłą. Ta opcja została ostatecznie zrealizowana po zajęciu Krymu przez Rosję w 2014 roku.